# 卡子湾街道
卡子湾街道，是中华人民共和国新疆维吾尔自治区乌鲁木齐市米东区下辖的一个乡镇级行政单位。

## 行政区划
卡子湾街道下辖以下地区：
育林社区、佳园社区、利民社区、象新社区、创业社区和文化路社区。